# Doorbraak (politiek)
Met doorbraak wordt in de Nederlandse politieke geschiedenis gedoeld op een beweging direct na de Tweede Wereldoorlog om te komen tot de vorming van één progressieve partij, die progressieven met een katholieke, protestantse, sociaaldemocratische of liberale achtergrond moest verenigen. Ook in België bestond deze beweging. Hiervoor moest het verzuilde politieke bestel worden "doorbroken". De doorbraakgedachte heeft geleid tot de vorming van de Partij van de Arbeid in 1946. Daarnaast trad een aantal intellectuelen uit confessionele kring toe tot de PvdA. Afgezien van enkele successen van betrekkelijk geringe omvang is deze doelstelling niet bereikt. De doorbraakgedachte werd onder andere door het bisschoppelijk Mandement van 1954 afgewezen en bleek bij de verkiezingen van 1959 vrijwel tot staan gebracht. Wel heeft de ontwikkeling in de jaren 1960 in Nederland geleid tot een streven naar deconfessionalisering binnen de confessionele partijen.

## Achtergrond
Voor de Tweede Wereldoorlog bestond er een duidelijke tegenstelling tussen christelijk en seculier en katholiek en protestant. Deze tegenstellingen uitten zich in het verzuilde politieke bestel. Voor de katholieken was er de Roomsch-Katholieke Staatspartij (RKSP), voor protestanten de Christelijk-Historische Unie (CHU) en de Anti-Revolutionaire Partij (ARP), voor de socialisten de Sociaal-Democratische Arbeiderspartij (SDAP) en voor de liberalen de Vrijzinnig-Democratische Bond (VDB) en de Liberale Staatspartij (LSP). Door een pacificatiepolitiek te voeren werkte men samen.

## Tweede Wereldoorlog
De gedachte om dit politieke bestel te doorbreken was ontstaan tijdens de bezetting van Nederland door de Duitsers. De in 1940 opgerichte Nederlandsche Unie was de eerste die een doorbraak voorstond. Deze groepering onder De Quay, Einthoven en Linthorst Homan moest de eenwording resulteren in een versterkt staatsgezag. Hoewel de Unie na de oorlog hevige kritiek kreeg vanwege verregaande samenwerking met de bezetter, werd deze in december 1941 verboden door de Duitsers toen een pro-Duits standpunt uitbleef na de inval in de Sovjet-Unie. De top werd geïnterneerd in Sint-Michielsgestel.
In Sint-Michielsgestel werden in totaal 460 bestuurders geïnterneerd. Onder de gijzelaars kwamen onder leiding van Drees gesprekken op gang over het vernieuwen van de maatschappelijke verhoudingen in Nederland. Nadat Drees was vrijgelaten, kwam de groep onder invloed van Banning en Van der Goes van Naters van de SDAP. Zij wilden de doorbraak van de verzuiling voorbereiden. Dit werd besproken door de Heeren Zeventien. Onder meer Simon Vestdijk en Anton van Duinkerken namen deel aan deze gesprekken. Andere bekende geïnterneerden waren Wim Schermerhorn en Jan de Quay, beiden vooraanstaande politici van na de oorlog, en de historicus Pieter Geyl. Men raakte echter intern verdeeld en een aantal deelnemers vormde een aparte gesprekskring. Daarin heerst grote saamhorigheid, ook wel de geest van Gestel genoemd. Hier werd het idee geboren om te komen tot een progressieve partij, die openstond voor mensen van alle geloven en overtuigingen. Niet de levensbeschouwelijke tegenstellingen, maar die tussen "progressief" en "conservatief" moesten de politiek bepalen.

## Van NVB naar PvdA
In mei 1945 werd in de geest van Gestel de Nederlandse Volksbeweging (NVB) gevormd. Deze organisatie riep op om het partijpolitieke leven langs andere scheidslijnen in te richten dan voor de oorlog. De oproep van de NVB werd ondertekend door prominente sociaaldemocraten als Ko Suurhoff en Willem Banning, prominente katholieken als Jan de Quay en Geert Ruygers, de vrijzinnig democraat Wim Schermerhorn en de uit de CHU afkomstige Gerard van Walsum. Koningin Wilhelmina was een warm voorstander van de NVB. Kabinet-Schermerhorn-Drees, het noodkabinet dat na de oorlog werd samengesteld, bestond voornamelijk uit SDAP-ers en NVB-ers.
Binnen katholieke kring waren er echter veel voorstanders om te komen tot een katholieke partij. Veel van de prominente katholieke NVB'ers werden betrokken bij de vorming bij de Katholieke Volkspartij in december 1945. Vooraanstaande socialisten zagen er meer in om de SDAP opnieuw op te richten.
Vanuit de NVB werd vervolgens gewerkt aan de vorming van een nieuwe partij: de Partij van de Arbeid. Deze verenigde de SDAP, de VDB en de kleine protestantse CDU. Politiek daklozen, voormalige CHU'ers en enkele katholieken werden lid van deze partij.
Bij de verkiezingen van 1946 bleek dat het de nieuwe partij niet gelukt was om veel katholieke of protestantse kiezers te winnen. Katholieken kozen voor de vernieuwde katholieke KVP. Aan protestantse zijde bleven de meeste kiezers de ARP en de CHU trouw.
Na de oprichting van de VVD in 1948 verlieten een aantal vrijzinnig democraten, waaronder hun leider Pieter Oud de PvdA weer.
Politici van christelijk-historische, vrijzinnig-democratische en katholieke afkomst waren actief binnen de Partij van de Arbeid, zoals Piet Lieftinck, Gerard van Walsum en Aart van Rhijn (alle drie afkomstig uit de CHU), Geert Ruygers en Joan Willems (allebei katholiek) en Dolf Joekes en Wim Schermerhorn (beide vrijzinnig democraat). Ook bleven binnen de PvdA "werkgemeenschappen" van katholieken, protestanten en humanisten actief.
Electoraal zou er pas een echte doorbraak komen in de verkiezingen van 1967, 1971 en 1972 toen de christelijke partijen, met name de KVP, veel kiezers verloren aan zowel de VVD als de PvdA. In diezelfde tijd vormde er zich een progressief samenwerkingsverband tussen de PvdA en progressieven uit de KVP en de ARP verenigd in de Politieke Partij Radikalen en de progressieve partij Democraten 66.

## Maatschappelijk leven
Schermerhorn probeerde om ook bij de omroep tot een doorbraak te komen. Slechts de VPRO wilde hier van horen, de overigen wilden hier niet aan meewerken. Hij liet daarop slechts Radio Herrijzend Nederland uitzenden, maar moest uiteindelijk onder druk van het grote ledental van de omroepen toegeven.
Van der Leeuw (1890-1950) probeerde als minister van Onderwijs, Kunsten en Wetenschappen een doorbraak van het maatschappelijke leven te forceren, maar ondervond zowel bij onderwijs als bij de kunsten sterke tegenwerking.

## Voetnoten
1. 1 2 3 4  De 'doorbraak' op parlement.com